# Kakukaku Shikajika
Kakukaku Shikajika (かくかくしかじか) é um mangá josei autobiográfico escrito e ilustrado por Akiko Higashimura. Foi serializado na revista Cocohana da editora Shueisha, de 2011 a 2015.
Em 2015, o mangá ganhou o Prêmio Taishô
Em 2023, a editora Devir anunciou que irá publicar o mangá no Brasil, com o título de Blank Canvas.